# Walter Murray Wonham
Walter Murray Wonham, né en 1934 et mort le 14 mai 2023 à Toronto, est un théoricien canadien du contrôle et professeur à l'Université de Toronto. Il traite de la théorie du contrôle géométrique multivariable, du contrôle stochastique et des filtres stochastiques, et plus récemment du contrôle des systèmes à événements discrets du point de vue de la logique mathématique et des langages formels.

## Éducation
Wonham fréquente une école de garçons et préfère les sports individuels aux sports d'équipe, prenant la voile et le tennis. Wonham obtient son baccalauréat en génie physique de l'Université McGill en 1956, puis un doctorat en contrôle stochastique de l'Université de Cambridge en 1961.

## Carrière
Dans les années 1960, il travaille au Laboratoire des systèmes de contrôle et d'information de l'Université Purdue, au Research Institute for Advanced Studies (RIAS) de Martin Marietta à Baltimore, au Département de mathématiques appliquées de l'Université Brown et au Bureau de la théorie du contrôle et des applications de l'Electronic for Research Center de la NASA, où il développe une théorie géométrique du contrôle multivariable avec A. Stephen Morse. En 1968, Wonham prouve un théorème de séparation pour les contrôles dans une classe fonctionnelle de coût plus générale avec de nombreuses hypothèses et restrictions techniques.
Wonham revient au Canada en 1970, après quinze ans d'absence, et rejoint l'Université de Toronto en tant que professeur agrégé à la Faculté de génie électrique. Membre du Control Theory Group de l'université en tant que professeur titulaire depuis 1972, il est doyen du génie et des sciences appliquées à l'Université de Toronto entre 1992 et 1996. Il est nommé professeur d'université en 1996 et nommé professeur d'université émérite à sa retraite en 2000.
Wonham et son étudiant Bruce Francis formulent pour la première fois le principe du modèle interne en 1976, qui est un bon régulateur limité au sous-ensemble des équations différentielles ordinaires de la Théorie du contrôle. En tant que formulation explicite du théorème du bon régulateur de Conant et Ashby , il contraste avec le contrôle classique où la boucle de rétroaction classique ne parvient pas à modéliser explicitement le système contrôlé (bien que le contrôleur classique puisse contenir un modèle implicite). En 1987, Wonham et Peter Ramadge introduisent la théorie du contrôle de supervision comme méthode de synthèse automatique des superviseurs qui restreignent le comportement d'une usine de sorte que le plus possible des spécifications données soient remplies.
Wonham est l'auteur et le co-auteur d'environ soixante-quinze articles de recherche, ainsi que du livre Linear Multivariable Control: A Geometric Approach. Wonham est membre de la Société royale du Canada et de l'Institute of Electrical and Electronics Engineers (IEEE). Il est professeur honoraire de l'Université d'aéronautique et d'astronautique de Pékin et membre étranger de l'Académie nationale d'ingénierie des États-Unis (États-Unis).